# Kukačkovití

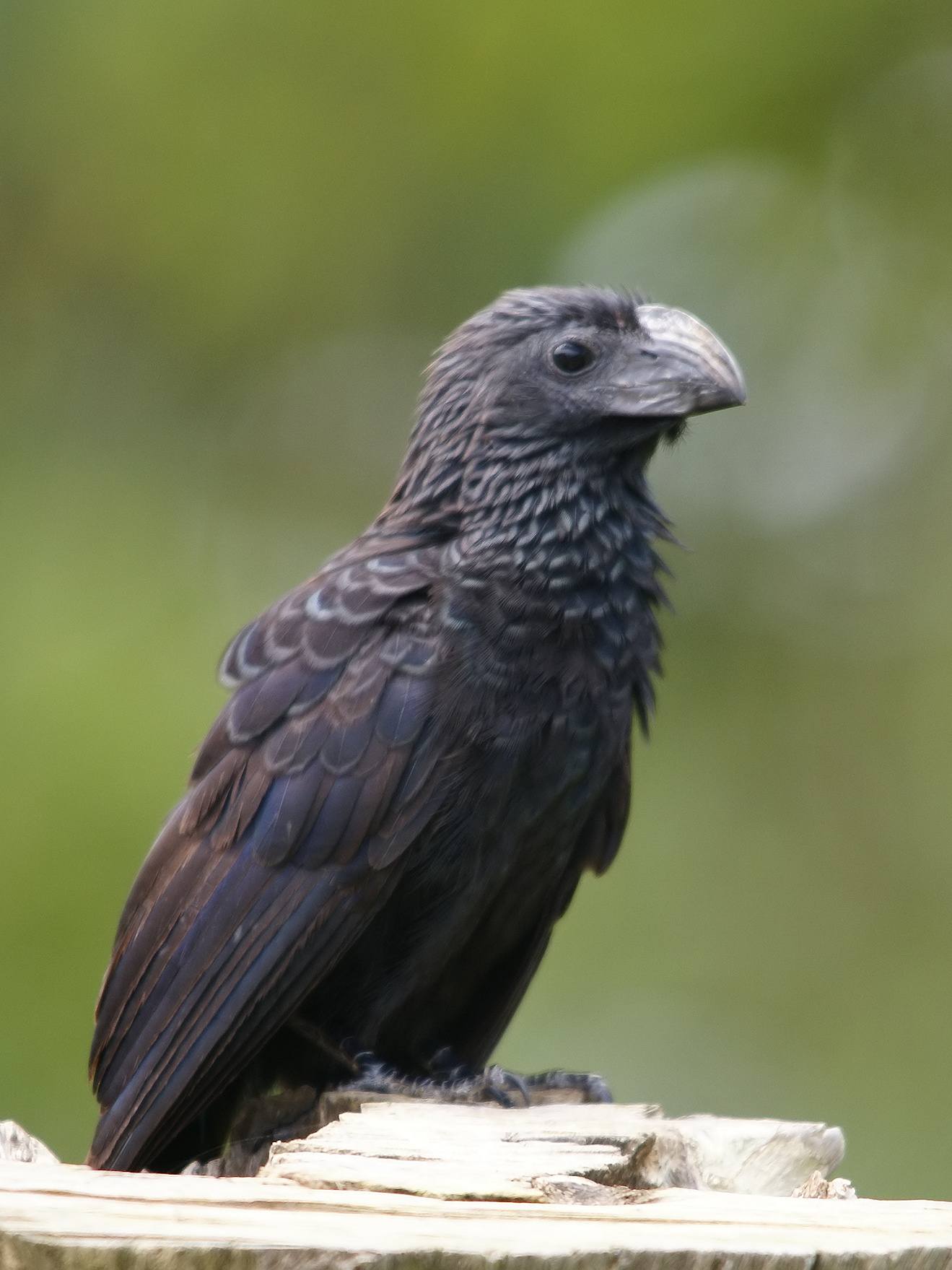
Kukačka rýhozobá

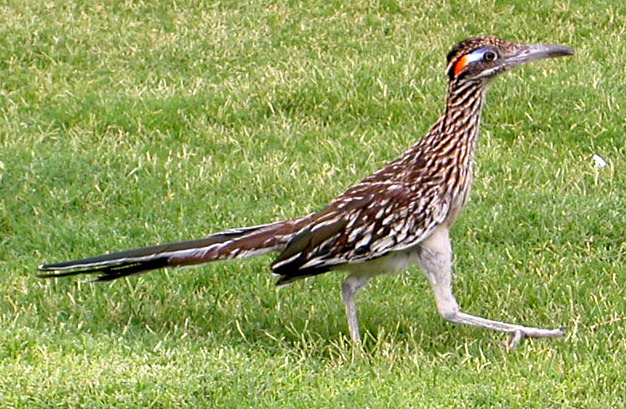
Kukačka kohoutí

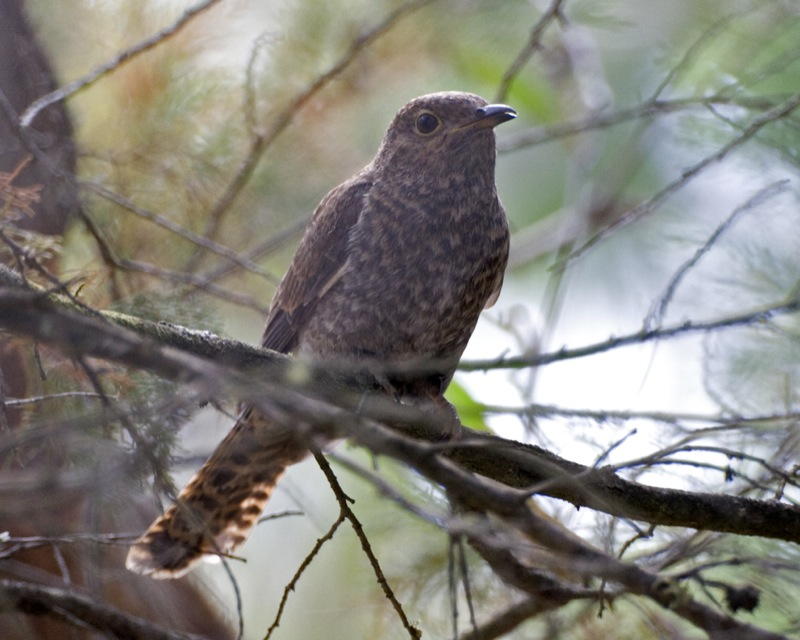
Kukačka východoaustralská

Kukačkovití (Cuculidae) jsou čeledi ptáků z řádu kukaček. Kukačky jsou jedinými ptáky, které tu najdeme, avšak některé druhy se od sebe značně liší, například kukačka kohoutí a kukačka zemní téměř vůbec nelétají. V řecké mytologii se Zeus proměnil na kukačku, aby mohl svést Héru.
Na území České republiky žije jen jeden druh, kukačka obecná (Cuculus canorus).

## Popis
Kukačky jsou obecně štíhlí, stromoví ptáci, přičemž většina podřízených druhů je málo dotčená, avšak vyskytují se i výjimky, například kukačka zelená, která byla naposledy viděna na začátku druhé poloviny 20. století. Tato čeleď je kosmopolitní, ale většina druhů vyhledává tropické a subtropické oblasti. Některé druhy jsou stěhovavé. Kukačky se živí hmyzem, larvami hmyzu a také ovocem. Kupodivu se nevyhýbají ani chlupatým housenkám, kterými většina druhů ptáků pohrdá. Obecně jsou kukačky představiteli hnízdního parazitismu, avšak ne všechny jej využívají. Ne všechny druhy s hnízdním parazitismem jsou však stejné, například kukačka obecná z hnízda vyhazuje hostitelova vejce, ale kukačka černobílá nikoliv, její mláďata vyrostou s těmi původními.

## Ekologie
Kukačky žijí většinou samostatně, výjimečně i v párech, avšak existují i výjimky, které lze napočítat na prstech jedné ruky. Většina existujících druhů je monogamní a pohlavní dimorfismus je ve většině případech výrazný. Větší část kukaček jsou denní ptáci, zbytek jsou noční. Co se týká stylu lovu, pak kukačky většinou loví kořist za letu, až na dva druhy pozemních kukaček, které se specializují na mraveniště.

## Taxonomické členění
- Incertae sedis
  - Rod Dynamopterus (fosilní)
  - Rod Cursoricoccyx (fosilní)
  - Rod Nannococcyx (monotypický, zaniklý)
- Podčeleď Cuculinae
  - Rod Eocuculus (fosilní)
  - Rod Clamator (4 druhy)
  - Rod Pachycoccyx (monotypický)
  - Rod Cuculus (11 druhů)
  - Rod Hierococcyx (8 druhů)
  - Rod Cercococcyx
  - Rod Cacomantis (10 druhů)
  - Rod Chrysococcyx (13 druhů)
  - Rod Surniculus (4 druhy)
  - Rod Microdynamis (monotypický)
  - Rod Eudynamys (4 druhy, jeden prehistorický)
  - Rod Scythrops (monotypický)
- Podčeleď Phaenicophaeinae
  - Rod Ceuthmochares (monotypický)
  - Rod Phaenicophaeus (11 druhů)
  - Rod Carpococcyx (3 druhy)
  - Rod Coua (9 žijících druhů, 1 nedávno zaniklý)
- Podčeleď Coccyzinae
  - Rod Coccyzus (13 druhů)
  - Rod Coccycua (3 druhy)
  - Rod Piaya (2 druhy)
- Podčeleď Neomorphinae
  - Rod Neococcyx (fosilní)
  - Rod Tapera (monotypický)
  - Rod Dromococcyx (2 druhy)
  - Rod Morococcyx
  - Rod Geococcyx (2 druhy)
  - Rod Neomorphus (5 druhů)
- Podčeleď Centropodinae
  - Rod Centropus (asi 30 druhů)
- Podčeleď Crotophaginae
  - Rod Crotophaga (3 druhy)
  - Rod Guira